# Harnaskie Oka

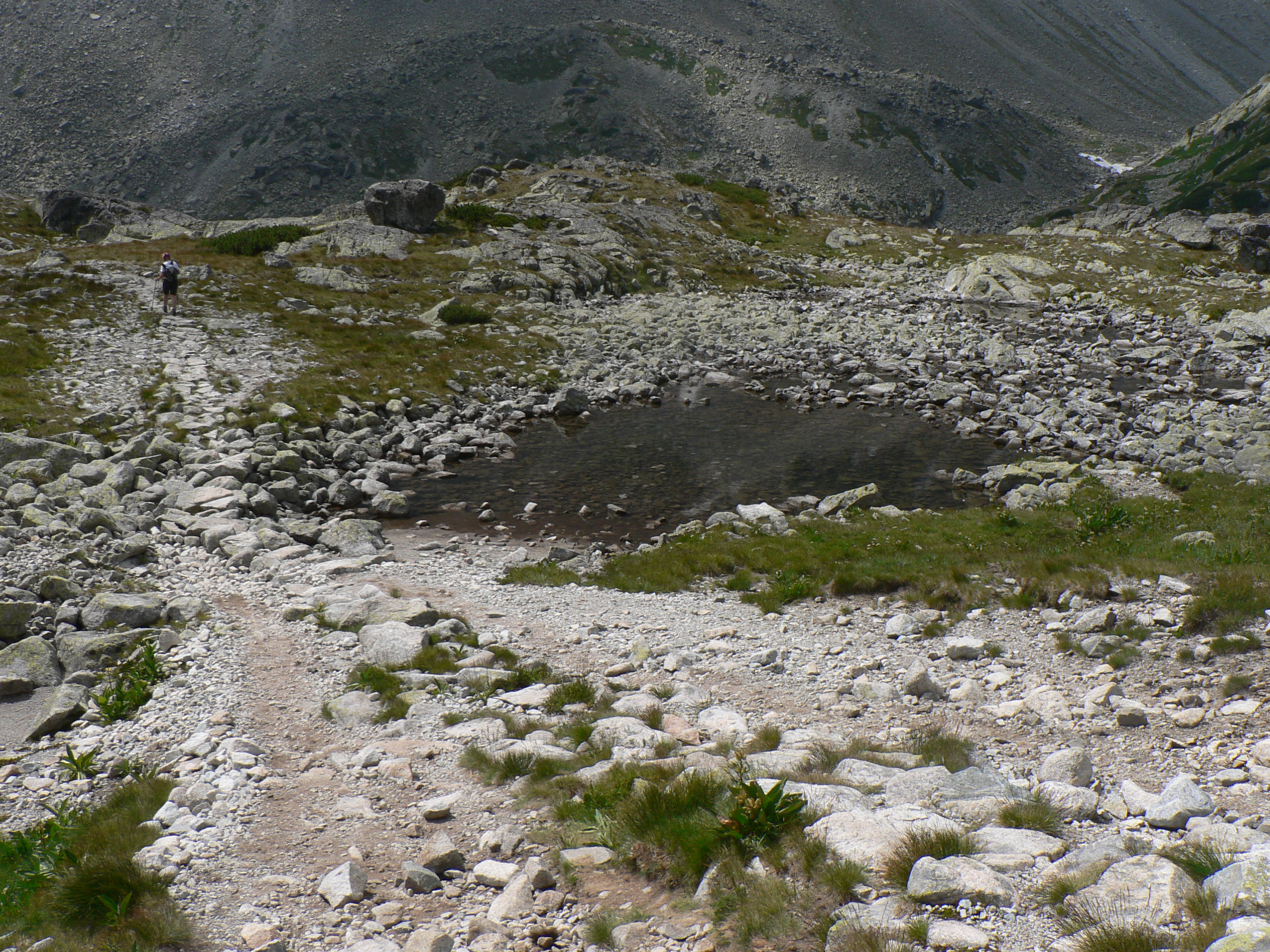
Niżnie Harnaskie Oko przy szlaku z Czerwonej Ławki

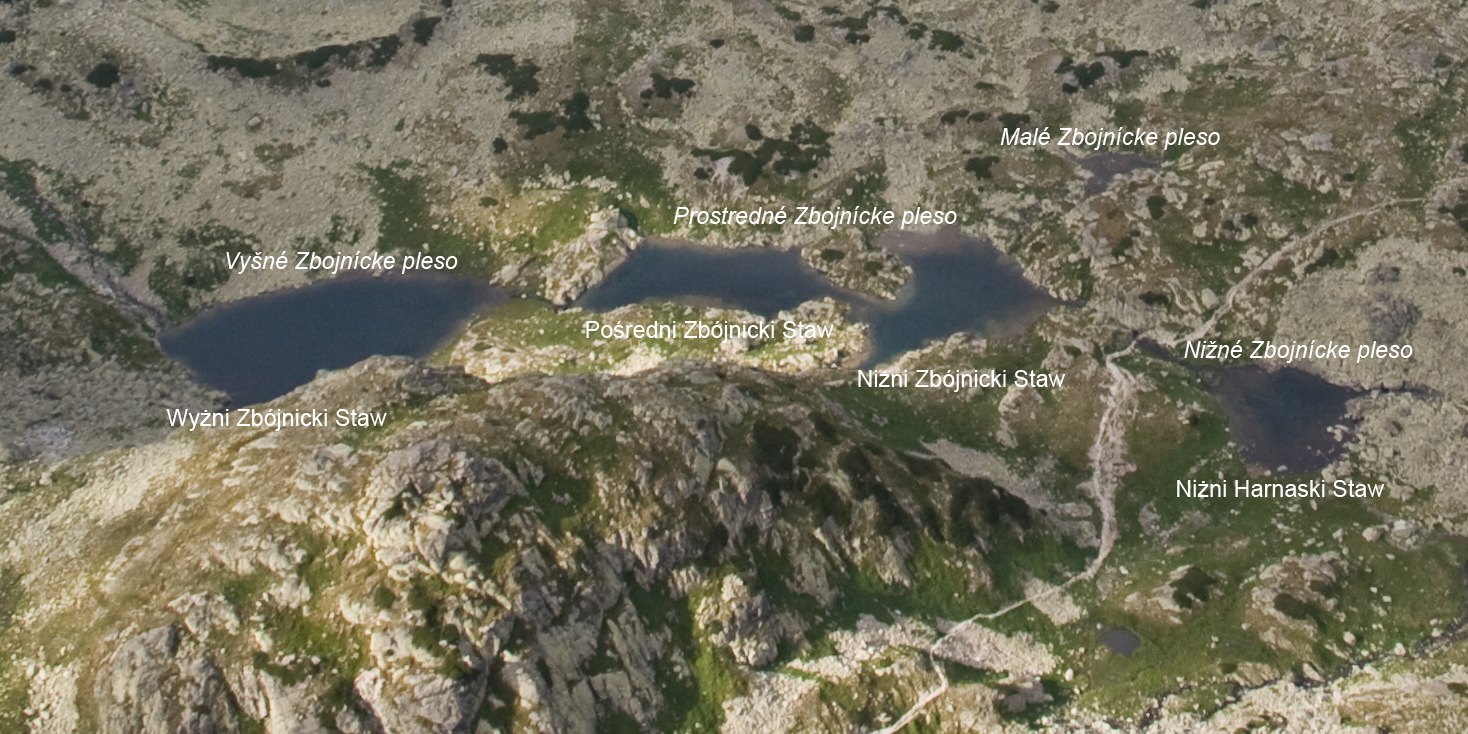
Położenie Wyżniego Harnaskiego Oka (prawa góra, Malé Zbojnícke pleso) w stosunku do grupy Zbójnickich Stawów

Harnaskie Oka – dwa stawy w Dolinie Staroleśnej w słowackich Tatrach Wysokich, należące do grupy pięciu Harnaskich Stawów i wraz z nimi do jeszcze szerszej grupy Staroleśnych Stawów. Są to:
- Wyżnie Harnaskie Oko (słow. Malé Zbojnícke pleso[1]) – położone na wysokości ok. 1985 m na zachód od Wyżniego Harnaskiego Stawu,
- Niżnie Harnaskie Oko (słow. Prostredné Sesterské pleso[1]) – na wysokości ok. 1958 m, pomiędzy Pośrednim i Niżnim Harnaskim Stawem[2].

Słowacy określają Pośredni i Niżni Harnaski Staw oraz Niżnie Harnaskie Oko wspólną nazwą Sesterské plesá, z kolei Wyżnie Harnaskie Oko zaliczają do grupy Zbójnickich Stawów (Zbojnícke plesá).
Oba stawy nie zostały do tej pory dokładnie zmierzone.
Nazwa Harnaskich Stawów i Harnaskich Ok nawiązuje do sąsiednich Zbójnickich Stawów i pochodzi od słowa harnaś, oznaczającego wodza zbójników.

## Szlaki turystyczne
Czasy przejścia podane na podstawie mapy.
  – żółty szlak jednokierunkowy prowadzący ze Schroniska Téryego przez Czerwoną Ławkę m.in. tuż obok Niżniego Harnaskiego Oka do Schroniska Zbójnickiego.
- Czas przejścia ze Schroniska Téryego na przełęcz: 1:30 h
- Czas przejścia z przełęczy do Schroniska Zbójnickiego: 1:45 h